# Hvarska katedrala
Hvarska katedrala posvećena je sv. Stjepanu I., papi i mučeniku, zaštitniku Hvarske biskupije i Grada Hvara. Nalazi se na središnjem trgu u Gradu Hvaru, Trgu sv. Stjepana (Pjaca). Stoljećima dograđivana i pregrađivana prvobitno je bila crkva benediktinskog samostana sv. Marije od Lesne. Neki drže da katedralom postaje u 13. stoljeću, kada navodno biskup svoje sjedište preseljava iz Staroga Grada (gdje se na današnjem mjestu nalazi Crkva sv. Stjepana) u Hvar. Još tijekom gradnje stradala je za turske navale 1571. godine. Za njenu izgradnju vrlo je zaslužan operarij katedrale Antun Bartučević. Jedan od dugogodišnjih ordinarija koji su vodili brigu o novcu i potrepštinama za izgradnju katedrale bio je i Hanibal Lucić. Posvetio je 1703. godine biskup Rajmund Asperti.
Svoj današnji izgled dobila je kroz 17. i 18. stoljeće te predstavlja sintezu stilova gotike, renesanse, manirizma i baroka s romaničkim prizvucima vidljivim u oblikovanju zvonika i baldahina iznad ulaznog portala. 
To je trobrodna građevina bez transepta. Zvonik se smjestio u prvom traveju sjevernog bočnog broda dok je na istom mjestu južni bočni brod povučen za jedan travej unatrag. Na sjeverni zid naslanja se zgrada biskupskog dvora.

## Povijest izgradnje
Na mjestu današnje građevine nekad se nalazila starija stolna crkva iz sredine 12. stoljeća o kojoj danas nema mnogo podataka, a njezini dijelovi nisu sačuvani. Vjerojatno je građena u predromaničkom stilu. U 14. stoljeću ta se crkva pregrađuje u gotičkom stilu, a o njoj danas svjedoči tek gotički svod u prostoru između glavnog broda i naknadno proširena svetišta koje služi kao kor. Graditelji crkve nisu poznati sve do pregradnje koja se događa u 15. stoljeću, a pisani izvori spominju korčulanske majstore. Tada je crkvi nadodana lađa s pročeljem, no i ona je u 17. stoljeću srušena. Prema istraživanjima u prvoj polovici 15. stoljeća jednobrodnoj gotičkoj crkvi dodana je gotičko-renesansna lađa s bočnim kapelama odijeljenim stupovima, a u 17. stoljeću ona je zamijenjena trobrodnim tijelom crkve. Stariji raspored crkve djelomično nalazimo u opisu Augustina Valiera, biskupa iz Verone koji 1579. godine obilazi Hvar. Unutar nekadašnje crkve biskup spominje kapele, čije je postojanje potvrđeno u bilješkama i računima o rušenju. Već za pohoda biskupa smatra se da je započela gradnja nove, današnje katedrale te se proteže sve do 18. stoljeća. Razlog zašto on daje opis starije crkve je taj što se paralelno grade pročelje i apsida, dok lađa gotovo ostaje u obliku iz 14. i 15. stoljeća, uz manje preinake. Na apsidi katedrale po nacrtu rade Ivan Pomenić i Nikola Vlahotić.
U posljednjim desetljećima 17. stoljeća došlo je do barokne obnove crkve. Uklopljen je srednjovjekovni kor i renesansno-barokno pročelje. Stvorena je cjelina zahvaljujući osvijetljenoj apsidi, a posebno kapelama sv. Križa i Prošpera koje se nastavljaju na bočne brodove te su uzdignute za dvije stepenice od razine poda crkve. 
U kapeli sv. Križa u južnoj lađi hvarske katedrale čuva se u posebnom okviru malo gotičko raspelo koje se prema predaji 6. veljače, na dan sv. Doroteje 1510. godine, u osvit pučkog ustanka Matija Ivanića, orosilo krvlju i tako pozvalo stanovnike komune na pokoru i pomirenje.
U potonjoj se čuvaju kosti sveca suzaštitnika grada Hvara – Sv. Prošpera – koje je iz Rima donio biskup Ivan Andreis u 17. stoljeću. Crkva je bila posvećena 1706. godine, no ne i gotova. Prema istraživanjima Cvita Fiskovića pročelje je dovršeno 1755. godine pod majstorom Vickom Portolanom, a 1756. godine konačno je ožbukana i apsida, čime je nakon gotovo tri stoljeća dovršena kompletna katedrala. 

## Zvonik
Iz pisanih dokumenata poznato je da gradnja zvonika započinje u trećem desetljeću 16. stoljeća. Na njemu rade korčulanski majstori Marko i Nikola Karlić, a konačno je dovršen 1549. godine. Broj otvora na zvoniku povećava se – započinje s monoforama na dnu do kvadrifora na vrhu. U njegovu je podnožju renesansni portal kroz koji se izravno ulazi u sjeverni brod crkve. Uzor za izgradnju najvjerojatnije je bio zvonik franjevačke crkve na Hvaru – također djelo korčulanskih majstora – a mogu se povući paralele i s primjerima zvonika sa same Korčule.

## Pročelje
Kada govorimo o izgradnji pročelja i graditeljima, susrećemo se s više različitih mišljenja, ali i nedostatkom dokumentacije za određene segmente izgradnje. Zidano je paralelno sa zvonikom, no ne može se sa sigurnošću utvrditi autor. Jedan je od mogućih graditelja spomenuti Nikola Karlić ↓1 koji radi na zvoniku katedrale. Iz sudskih sporova i drugih dokumenata saznajemo da je gradnja pročelja bila već u tijeku 1540-ih. Uz Karlića spominje se još jedan mogući sudionik izgradnje – lokalni majstor Ivan Pomenić Pomenić je radio na pročelju do 1650. godine, ali ga nije dovršio, što zbog nedostatka sredstava, što zbog nemara upravitelja gradnje. Konačne su dijelove dovršili drugi korčulanski majstori uz splitskog protomajstora Matiju Rossi Beltera (Bellera?) 1754. godine. U arhivu su se sačuvala i tri nacrta koja nam pomažu pri njegovom proučavanju. Što se njegova izgleda tiče, ono ima oblik okomito postavljenog pravokutnika. Bogato je raščlanjeno i završava trolisnim zabatom. U samom središtu pročelja smješten je ulazni portal oblikovan poput romaničkog baldahina s upisanom lunetom koja nosi kip sv. Stjepana pape, kome je katedrala i posvećena. Na pročelju je vidno prisutan duh manirizma i venecijanske tradicije koju možemo iščitati iz mramornih intarzija, a masivnost postamenata i jake profilacije povezuju se sa stilom Michelea Sanmichelija. Ono svjedoči o vještom spoju vanjskih utjecaja i trendova s jadranskom tradicijom. Pročelju zapravo odgovara tek srednji, glavni brod katedrale. Već spomenuti travej južnog bočnog broda je uvučen, dok je u sjevernom smješten zvonik. Tako je optički riješen problem pročelja i ono je u potpunosti vidljivo, dominira trgom ispred i uklopljeno je u ambijent. Takvo rješenje pročelja uvrštava katedralu među vodeću arhitekturu tog vremena na ovim prostorima.
Dok u eksterijeru dominira renesansa tek s naznakama baroka, unutrašnjost je barokizirana, što je najvidljivije na oltarima i stropu. Glavni brod popločan je kamenim pločama, no još su vidljive pojedine nadgrobne ploče s natpisima, jedne od rijetkih koje su ostale nakon novog popločavanja. Baroknim oltarima – djelima majstora iz Mletaka – dominiraju raskošno izvedeni arhitektonski elementi te vrijedne oltarne slike talijanskih majstora, kao što je Palma Mlađi. Vratnice i dio ograde pjevališta oslikao je hrvatski renesansni slikar Petar Bartučević.
Prostori katedrale i danas se redovito koriste. Ona – zajedno s biskupskim dvorom u kojem je smještena zbirka liturgijskog posuđa i druge znamenitosti, kaptolskom knjižnicom smještenom iznad sakristije (utemeljena još u 15. stoljeću) i arhivom – svjedoči o nekadašnjoj važnosti ovog prostora. 
Orgulje u hvarskoj katedrali sagradio je Dominik Moscatelli, 1786. godine. Imale su 14 registara i bile među najvećim Moscatellijevim orguljama. Uklonjene su polovicom 20. stoljeća, a dijelovi su pohranjeni u Županijskom muzeju u Šibeniku.